# 本荘インターチェンジ
本荘インターチェンジ（ほんじょうインターチェンジ）は、秋田県由利本荘市にある日本海東北自動車道のインターチェンジである。

## 概要
2007年（平成19年）9月17日に、両前寺仮出入口 - 岩城IC間の開通とともに供用を開始した。
本荘IC - 岩城IC間は新直轄方式の高速自動車国道として、仁賀保IC - 本荘IC間は高速自動車国道に並行する一般国道7号の自動車専用道路として整備された。いずれも国土交通省東北地方整備局 秋田河川国道事務所が管轄している。また、いずれの区間も、案内上の名称は「日本海東北道」である。
なお、無料区間のため、料金所の設備はないが、料金所が設置される予定だった部分は当初から拡幅されている。国土交通省の道路維持および情報管理機能を持つ本荘ステーションがある。

## 接続する道路
- 国道107号

## 歴史
- 2007年（平成19年）9月17日 : 両前寺仮出入口 - 岩城IC間開通に伴い、供用開始[1]。

## 隣
E7 日本海東北自動車道
(13)仁賀保IC - 西目PA - (14)本荘IC - (14-1)大内JCT（大内IC） - (14-2)松ヶ崎亀田IC